# Rhododendron henanense
Rhododendron henanense är en ljungväxtart. Rhododendron henanense ingår i släktet rododendron, och familjen ljungväxter.

## Underarter
Arten delas in i följande underarter:
- R. h. henanense
- R. h. lingbaoense